# Larinostelis scapulata
Larinostelis scapulata är en biart som beskrevs av michener, Griswold och > 1994. Larinostelis scapulata ingår i släktet Larinostelis och familjen buksamlarbin. Inga underarter finns listade i Catalogue of Life.